# Vrijmetselaarssymboliek
Vrijmetselaarsymboliek is de naam voor een verzameling symbolen die binnen de vrijmetselarij gebruikt worden. 

## Wezen
Het gebruik van een meerbronnige symbooltaal is een universeel kenmerk van de georganiseerde vrijmetselarij. Deze symbooltaal wordt als middel en methode gehanteerd doorheen de verschillende graden van inwijding. Bewust wordt niet geopteerd voor directe inwijding door middel van handboeken met teksten en definities en klassiek onderricht maar voor een indirecte benadering doorheen symboliek. De symbooltaal verwijst in essentie naar inhoudelijke begrippen en filosofische opvattingen en concepten, die het essentiële onderdeel vormen van de maçonnieke inwijding en boodschap. De vrijmetselaar ontdekt de betekenis van deze symbolen systematisch doorheen de verschillende graden van inwijding.
De gehanteerde symbolen zijn niet specifiek door vrijmetselaars bedacht, maar van veel oudere oorsprong. Deze symbolen hebben verschillende oorsprongen, bijvoorbeeld de klassieke oudheid, de natuur, het oude Egypte, de christelijke en joodse geloofsgeschiedenis, de middeleeuwse gilden of het bouwvakkersberoep.
In een aantal Egyptische piramides komt bijvoorbeeld reeds de passer en winkelhaak (het embleem van de vrijmetselarij) voor.

## Soorten

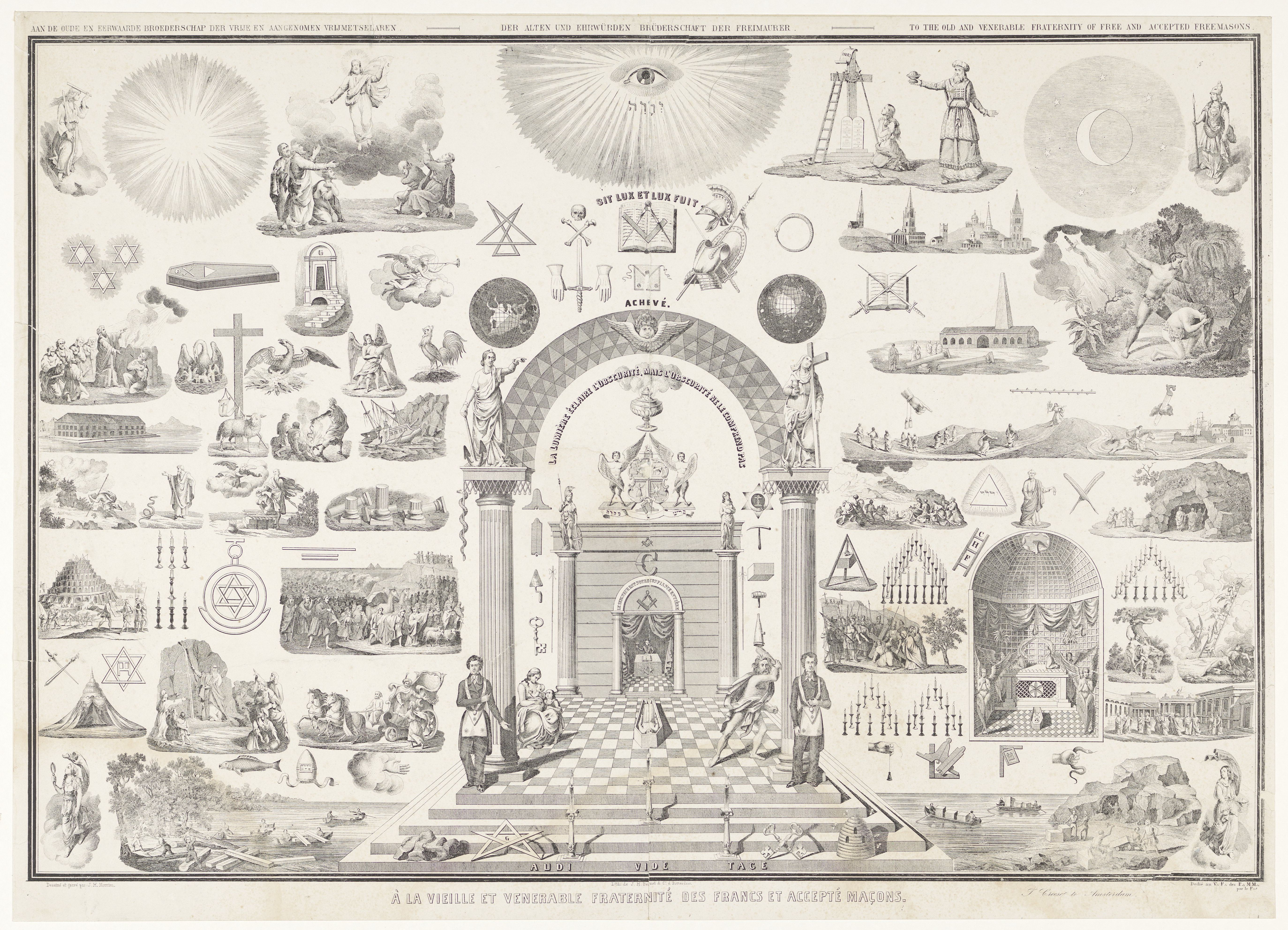
Deze afbeelding uit ca. 1850 toont verschillende symbolen die betekenis hebben (gehad) binnen de vrijmetselarij; sommige worden niet meer gebruikt.

Men maakt bij de symbolen in de vrijmetselarij vaak onderscheid tussen bouwsymboliek en lichtsymboliek. Een aantal symbolen valt onder beide, en enkele symbolen zijn niet goed te plaatsen.

#### Bouwsymboliek
- Beitel
- Bijenkorf met bijen
- Bijbel (vrijmetselarij)
- Boaz
- Dorische zuil
- Gewelf
- Hamer
- Hoeksteen
- Ionische zuil
- Jachin
- Koevoet
- Kolom
- Korinthische zuil
- Kubieke steen
- Vierentwintigdelige maatstok
- Moker
- Moker des gezags
- Passer
- Passer en winkelhaak
- Ruwe steen
- Schietlood
- Schootsvel
- Winkelhaak
- Stelling van Pythagoras
- Tempel van Salomo
- Tempel- en wenteltrap
- Troon
- Tubal-Kaïn
- De drie vensters
- Waterpas
- Werkplaats
- Zandloper

#### Lichtsymboliek
- Alziend oog
- Bijbel (vrijmetselarij)
- Duisternis
- Evangelie van Johannes, c.q. Johannes de Evangelist (schutspatroon, getuigde van het Licht)
- Graan
- Johannes de Doper (schutspatroon, verwees naar het Licht)
- Licht
- Maan
- Maçonnieke kalender
- Sterren
- De drie vensters
- Vlammende Ster
- Zon
- Vlammend zwaard

#### Overige symboliek
- Acaciatak
- Dusteken
- Ouroboros
- Schedel
- zwaard

Vrijmetselarij · Beginselen · Geschiedenis · Symbolen · Vrijmetselaarsloge · Ordegrondwet · Obediëntie · Regulariteit en irregulariteit · Ritus · Graden · Grootmeester · Gemengde vrijmetselarij · Para-vrijmetselarij · Antivrijmetselarij · Vrijmetselarij in Nederland · Vrijmetselarij in België